# 주요 심혈관 사건
주요 심혈관 사건(major adverse cardiovascular events, MACE) 또는 주요 심장 사건(major adverse cardiac events)은 심혈관계 연구에서 자주 사용되는 복합평가변수이다. 임상시험에서 널리 사용되는 용어이지만 MACE의 정의는 연구마다 다르게 쓰여 비슷한 연구 간의 비교를 어렵게 만들기도 한다.
소위 말하는 "classical 3-point MACE"는 치명적이지 않은 뇌졸중, 치명적이지 않은 심근경색, 심혈관계 질환으로 인한 사망을 복합적으로 이르는 말이다. 다른 연구에서는 MACE를 "심부전, 허혈성 심혈관질환, 심질환으로 인한 사망 등의 심혈관질환"으로 정의하기도 했다. 또 다른 연구에서는 MACE를 "심혈관질환으로 인한 사망, 심근경색이나 심부전으로 인한 입원"으로 정의했다.
몇몇 연구에서는 죽상경화성 MACE 환자에게 SGLT2 억제제가 도움이 된다고 결론을 내렸다. 이 중 한 연구에서는 MACE를 "심근경색, 뇌졸중, 심혈관질환으로 인한 사망"으로 정의했다.
MACE 정의가 이토록 다양하여 체계적 문헌고찰이나 메타분석 연구에 방해가 된다는 점이 계속 비판을 받아 왔다.